# Evicção
Evicção é uma perda, que pode ser parcial ou total, de um bem por motivo de decisão judicial ou ato administrativo que se relacione a causa preexistente ao contrato.
Um exemplo é a venda de um automóvel pela pessoa X a uma pessoa Y, sendo que posteriormente se verifica que na verdade o automóvel pertence à uma pessoa Z. A pessoa Y pode sofrer evicção e ser obrigada por sentença judicial a restituir o automóvel a pessoa Z. A pessoa Y tem direito a indenização, pela pessoa X, pelo prejuízo sofrido com a evicção.
Na evicção, as partes são:
- A) alienante: responde pelos riscos da evicção;
- B) evicto: adquirente do bem em evicção;[3]
- C) evictor: terceiro que reivindica o bem.[3]

Salvo estipulação em contrário, o evicto tem direito a restituição integral do preço ou quantias pagas além de indenização dos frutos que foi obrigado a restituir; indenização de despesas com contratos e prejuízos relacionados à evicção; e indenização de custas judiciais e honorários do advogado por ele constituído. Acrescenta-se que a jurisprudência tem considerado também a possibilidade de se incluir, nos valores a serem recebidos pelo evicto (quem detém o objeto da evicção), montante capaz de possibilitar compra de imóvel equivalente.[carece de fontes?]

## Requisitos
São requisitos da evicção:
- a perda total ou parcial da propriedade, posse ou uso da coisa alienada;[1]
- a ignorância por parte do adquirente da litigiosidade da coisa;[4]
- o direito do evictor anterior à alienação;[5]

Verificada a evicção sobre o bem dado em pagamento, ressurge a obrigação que havia sido extinta com todos os seus acessórios, exceto o fiador que continua liberado, conforme art. 838 do Código Civil Brasileiro.[carece de fontes?]